# Compagnie Philippe Saire
La Compagnie Philippe Saire est une compagnie suisse de danse contemporaine créée par le chorégraphe Philippe Saire en 1986 à Lausanne, en Suisse. 

## Historique
La compagnie est en résidence au Théâtre Sévelin 36 à Lausanne, depuis 1995. En janvier 2006, elle profite également de l'ouverture par le Centre lausannois de danse contemporaine (CLDC) du Cargo 103, un lieu de répétitions et de résidences situé à proximité du Théâtre Sévelin 36.
Depuis sa fondation, une trentaine de créations ont vu le jour et plus de 1 000 représentations ont été données dans plus de 200 villes d’Europe, d’Asie, du Moyen-Orient, d’Afrique et d’Amérique.
Vacarme, Étude sur la Légèreté, Vie et Mœurs du Caméléon Nocturne, La Haine de la Musique, Les Affluents, [ob]seen, Est-ce que je peux me permettre d’attirer votre attention sur la brièveté de la vie?, Cartographies, Black Out comptent parmi les travaux qui ont permis à la Compagnie Philippe Saire d’acquérir une notoriété au-delà des frontières suisses.
Elle se produit régulièrement dans des expositions, galeries d’art, jardins, espaces urbains et autres lieux extérieurs à la scène. Conduit de 2002 à 2012, le projet Cartographies, mêlant performances en ville de Lausanne et création vidéo, témoigne de cette envie de sortir la danse des murs du théâtre. Les 11 chorégraphies in situ ont été filmées par 9 réalisateurs romands dont Lionel Baier, Fernand Melgar, Bruno Deville, Pierre-Yves Borgeaud et Philippe Saire lui-même, et projetées 300 fois dans les festivals de film de par le monde.
Ce goût pour l’expérimentation a aussi conduit à la création de la série en cours Dispositifs regroupant des pièces courtes proches des arts visuels. Dans Black Out (création 2011 et 150e représentation en 2015!), le mouvement des danseurs dessine des formes dans une matière noire et le public est placé en surplomb. NEONS (création 2014) montre un couple se mouvant dans un jeu de noir et de lumière. Plus récemment, Vacuum (création 2015) voit deux danseurs flotter littéralement entre deux tubes de néon placés horizontalement.
La Cie Philippe Saire est compagnie résidente au Théâtre Sévelin 36, Lausanne.

## Sources
- Site officiel de la Cie Philippe Saire